# Îlot Madagh
L'îlot Madagh est un îlot inhabité de la mer Méditerranée à El Amria en Algérie.

## Description
L'îlot est à l'embouchure de l'Oued Madakh, dans une crique à 5 km au sud-ouest du Cap Sigale ou Cap Blanc et à proximité de la plage de Madagh occidentale. 
L'îlot est flanqué de quatre îlots disposés en carré.